# Pietradefusi
Pietradefusi là một đô thị (comune) thuộc tỉnh Avellino trong vùng Campania của Ý. Pietradefusi có diện tích km2, dân số là người (thời điểm ngày).